# Ставкірка в Увдалі
60°15′54″ пн. ш. 8°50′05″ сх. д. / 60.26502778° пн. ш. 8.83477778° сх. д.
Ставкірка в Увдалі (норв. Uvdal stavkirke) — дерев'яна церква (ставкірка) в селі Увдал в долині Нумедал в муніципалітеті Норе-ог-Увдал фюльке Бускеру на півдні Норвегії. Церква була побудована відразу після 1168 року, що відомо завдяки дендрохронологічному датуванню сосни, використаної для будівництва. Коли велося будівництво, колоди ще не були повністю висохли.

## Історія будівництва
Археологічні розкопки, які проводилися протягом 1978 року показали, що церква була побудована на залишках попередньої церкви. Вважається, що вона побудована за технологією вбудованих кутових колон на початку XI століття.
Церкви, побудовані в 12 столітті, зазвичай були дуже маленькими, часто не більше 40 квадратних метрів, і тому їх часто розширювали у Середні віки і безпосередньо перед та після Реформації, яка відбулася в 1537 році в Норвегії.
Нава церкви вперше була розширена на захід у середньовіччі, коли первісну апсиду приділу також було видалено, а сам приділ подовжений. Знову ж таки, протягом цього періоду було додано додаткову центральну колону. У 1684 році був зроблений новий, ширший вівтар, такої ж ширини, як і нава. Потім у 1721—1723 рр. церкву зробили хрестоподібною. Щоб відповідати новій формі, потрібно було зробити нову конькову турель. Згодом, у 1819 році, до північної стіни приділу було прибудовано новий притвор.

### Екстер'єр
Зовнішні стіни були обшиті панелями в 1760 році.

### Інтер'єр
У 1624 році до нави було прибудовано лави з вишукано прикрашеними боковими стінками. Найдавніша частина інтер'єру, ймовірно, була багато прикрашена розписом у 1656 році, розширенням у 1684 та 1723 роках. На стовпах святині добре помітні дві страшні напівмаски, які, згідно з міфом, здатні ловити демонів.

## Сучасність
Сьогодні церква збереглася як музейний експонат, обслуговується Товариством збереження стародавніх норвезьких пам'яток, яке також володіє кількома іншими дерев'яними церквами, що збереглися. У 1893 році церква була виведена з експлуатації, але богослужіння все ще відбуваються протягом літнього сезону. З червня 2016 року було дозволено фотографувати оздоблений інтер'єр (навіть зі спалахом).

## Галерея

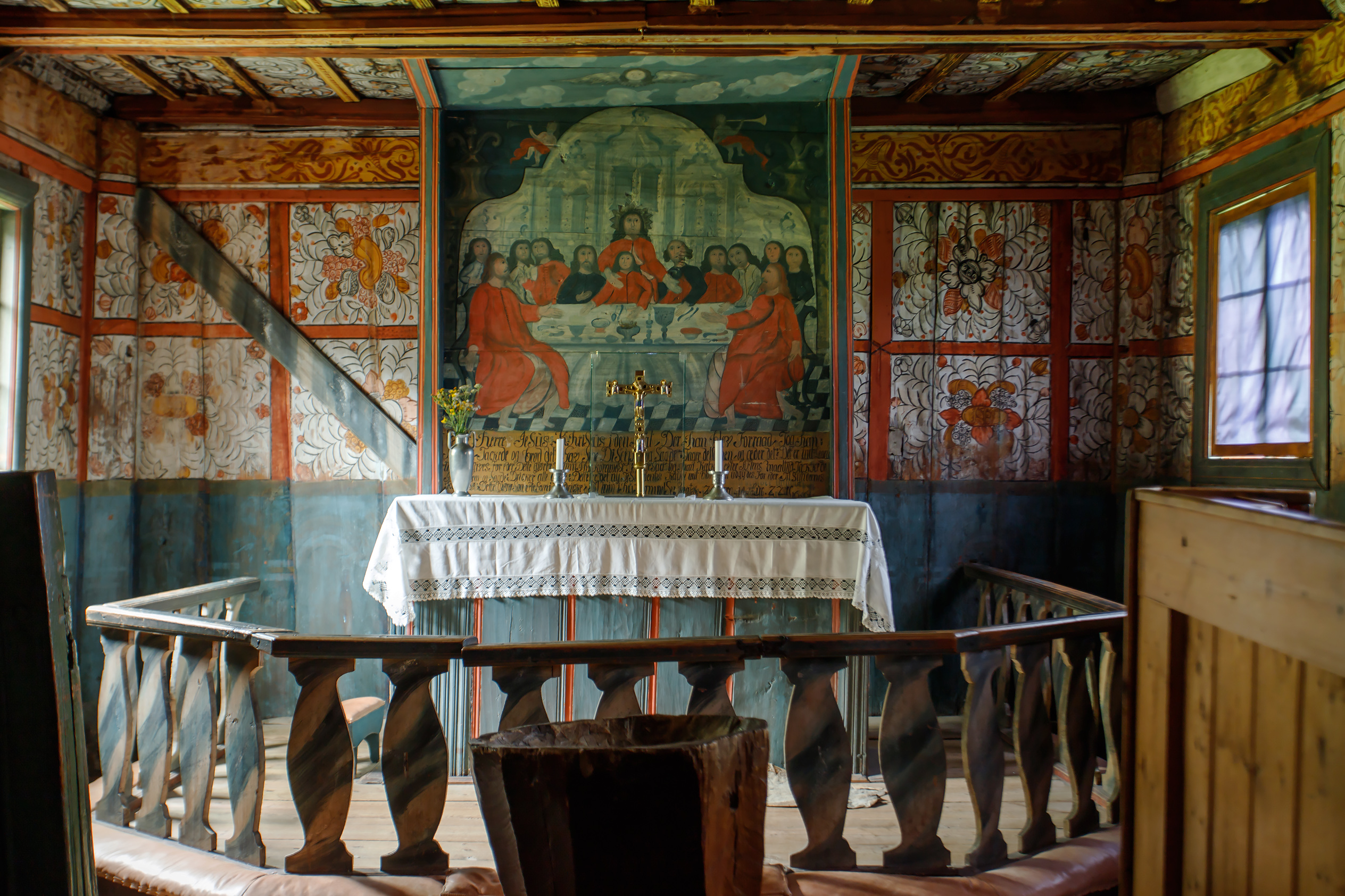
Інтер'єр церкви
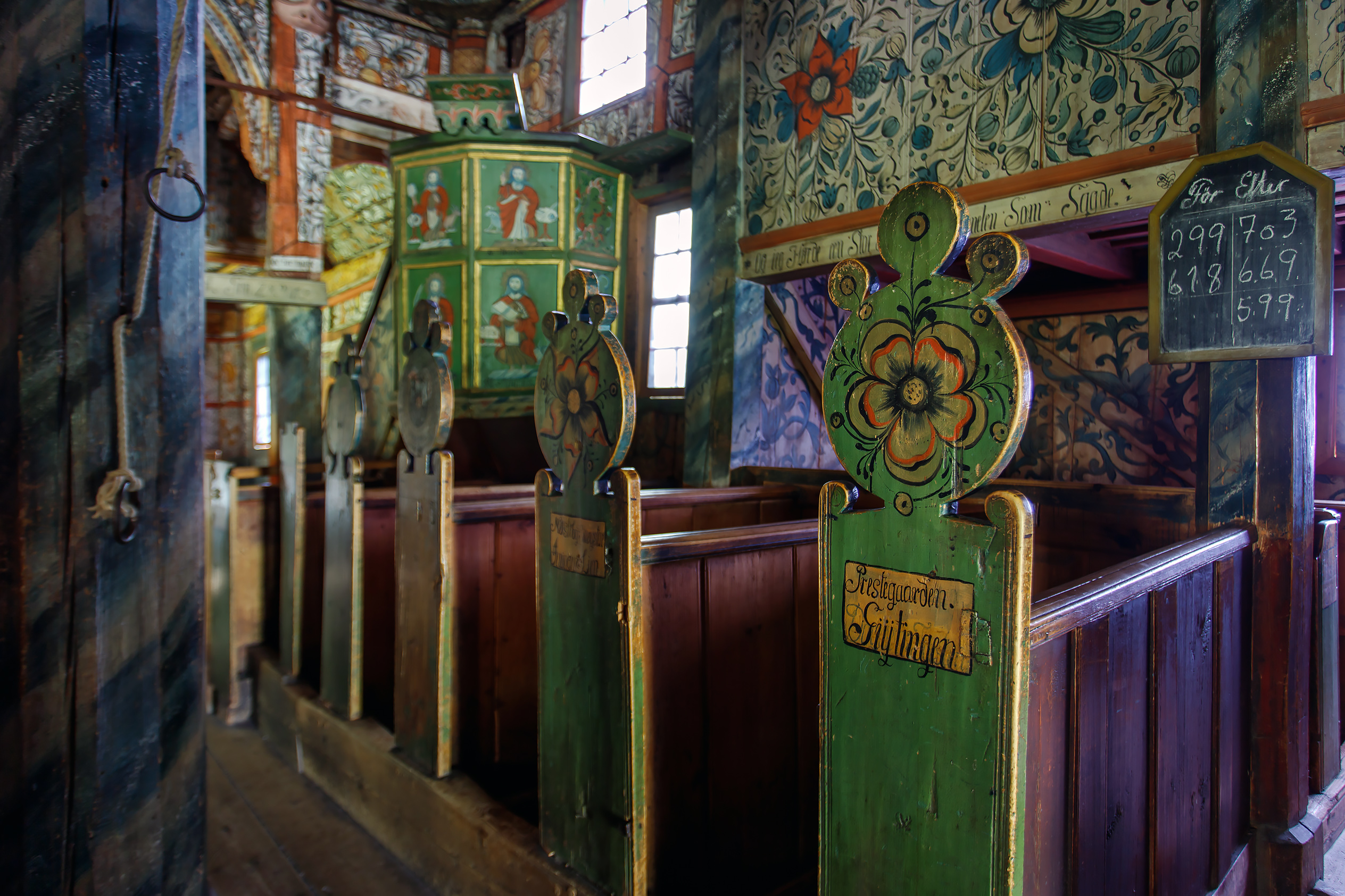
Інтер'єр церкви
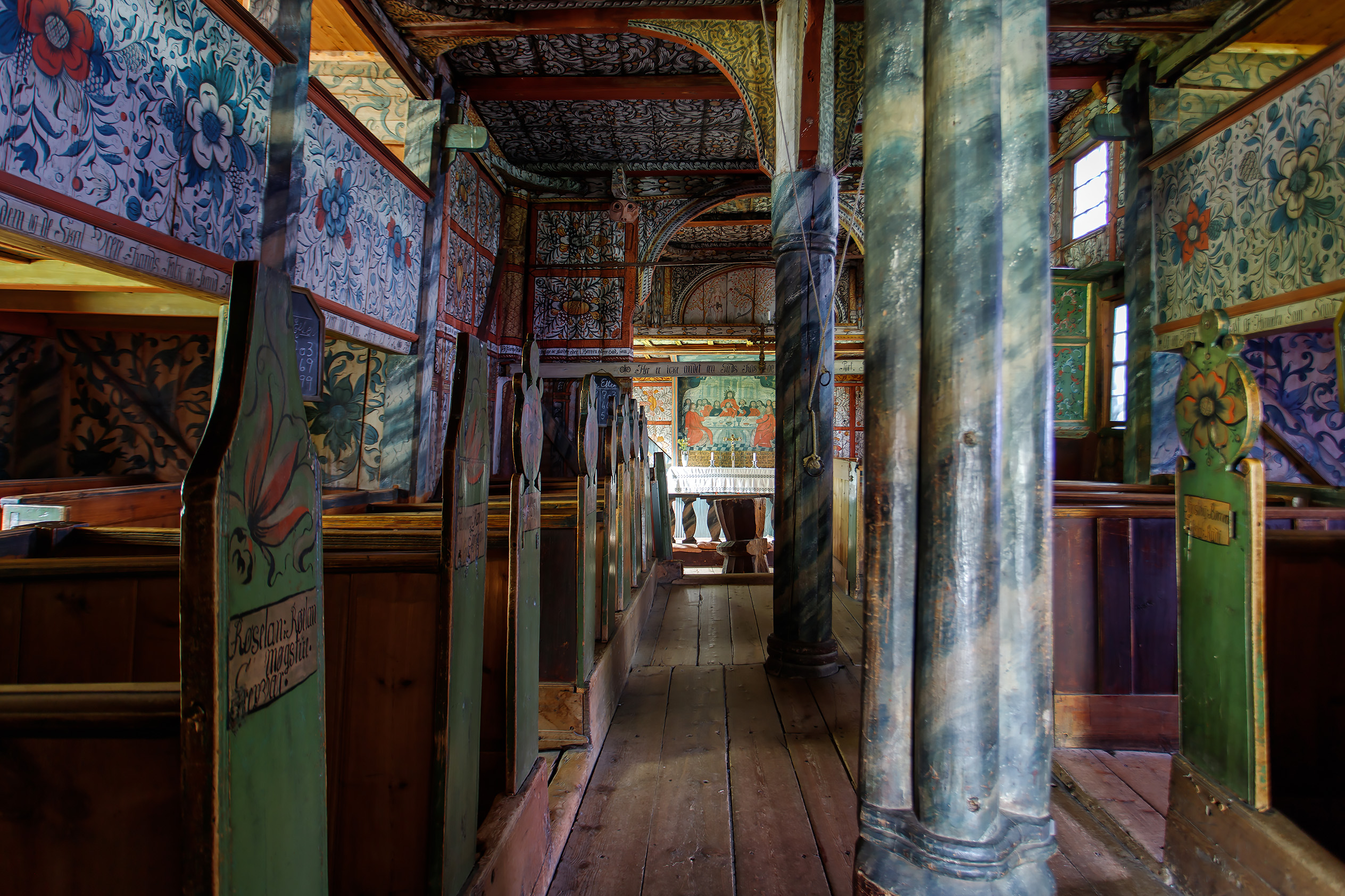
Інтер'єр церкви
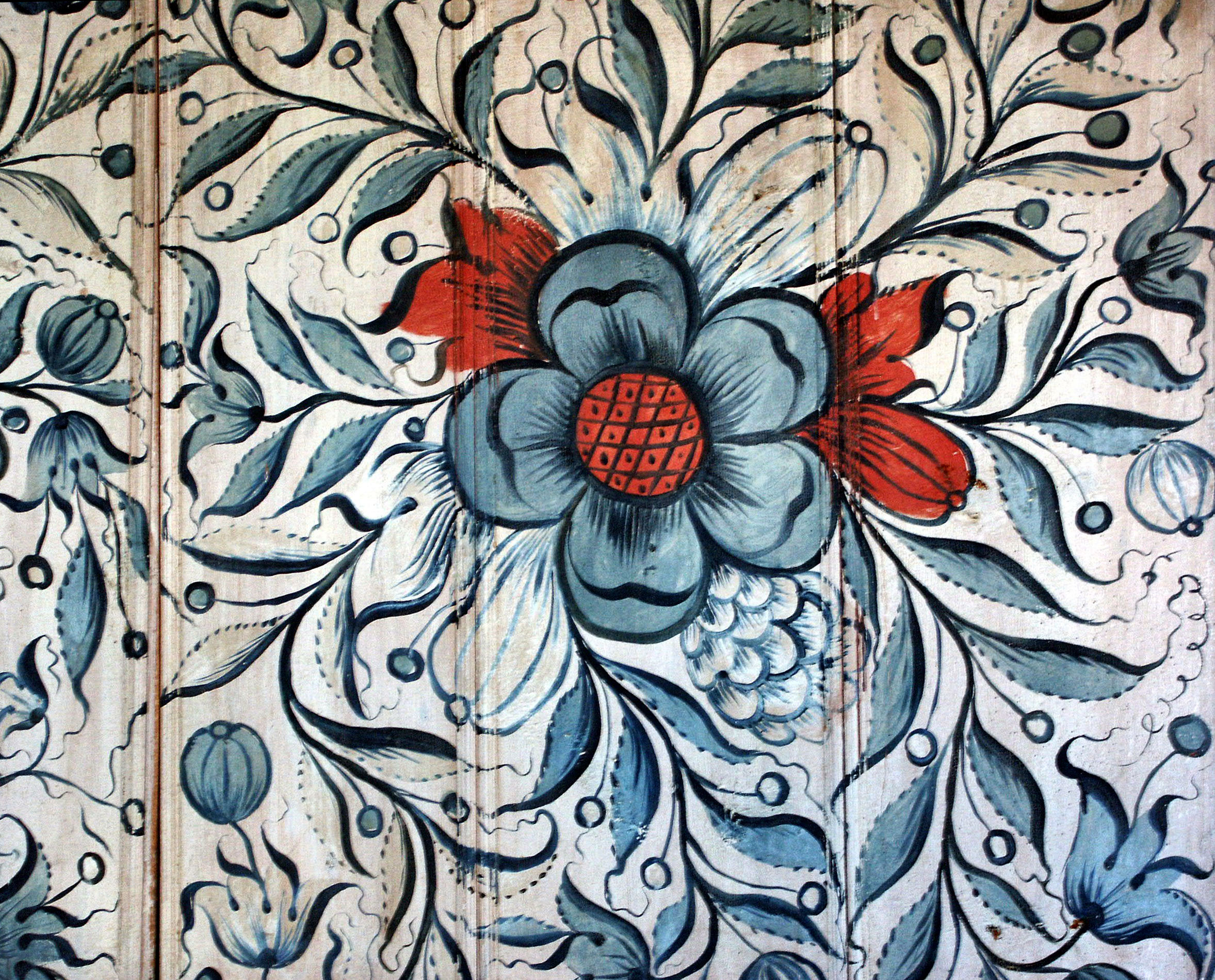
Зображення троянди
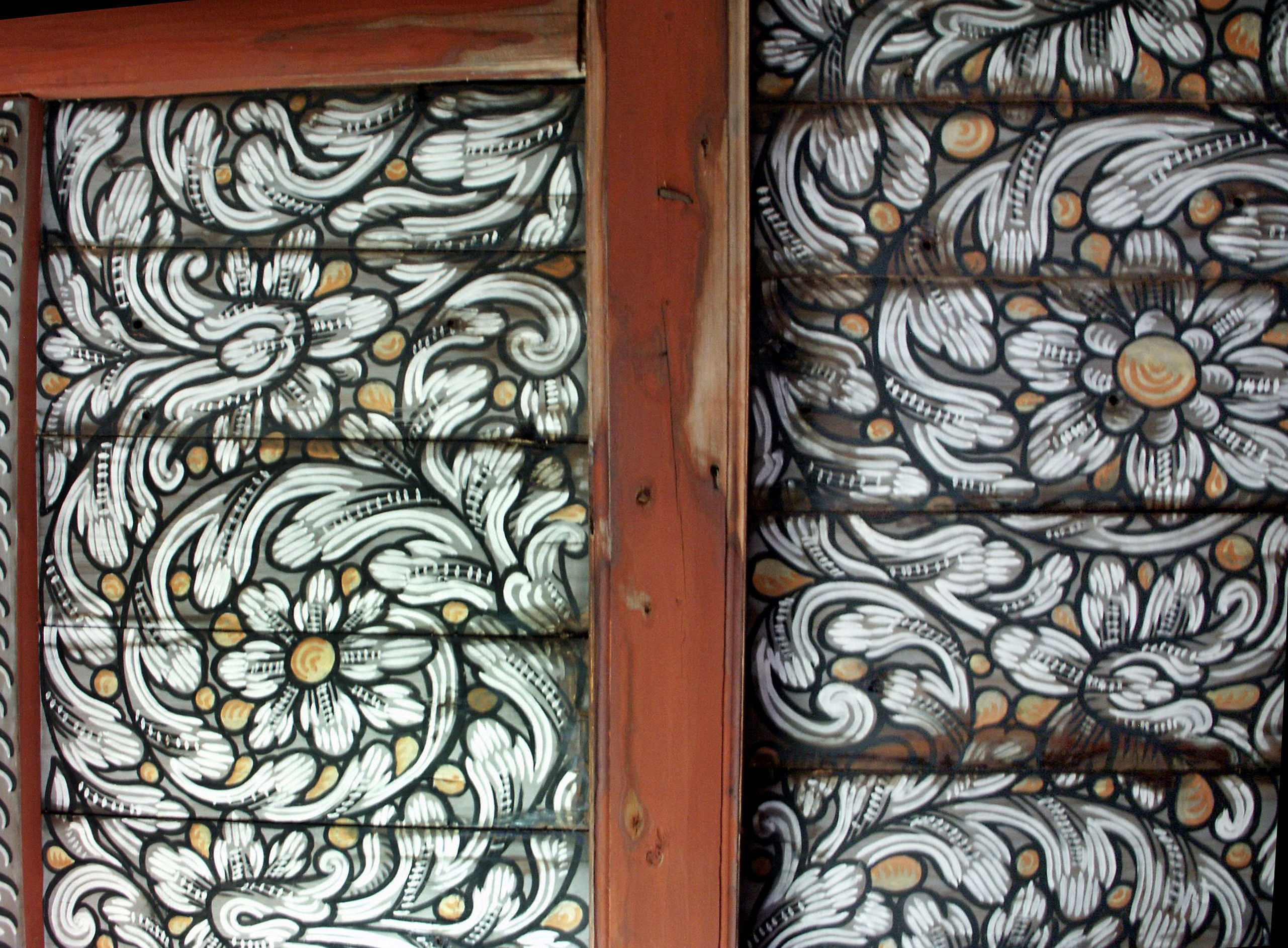
Розпис троянди
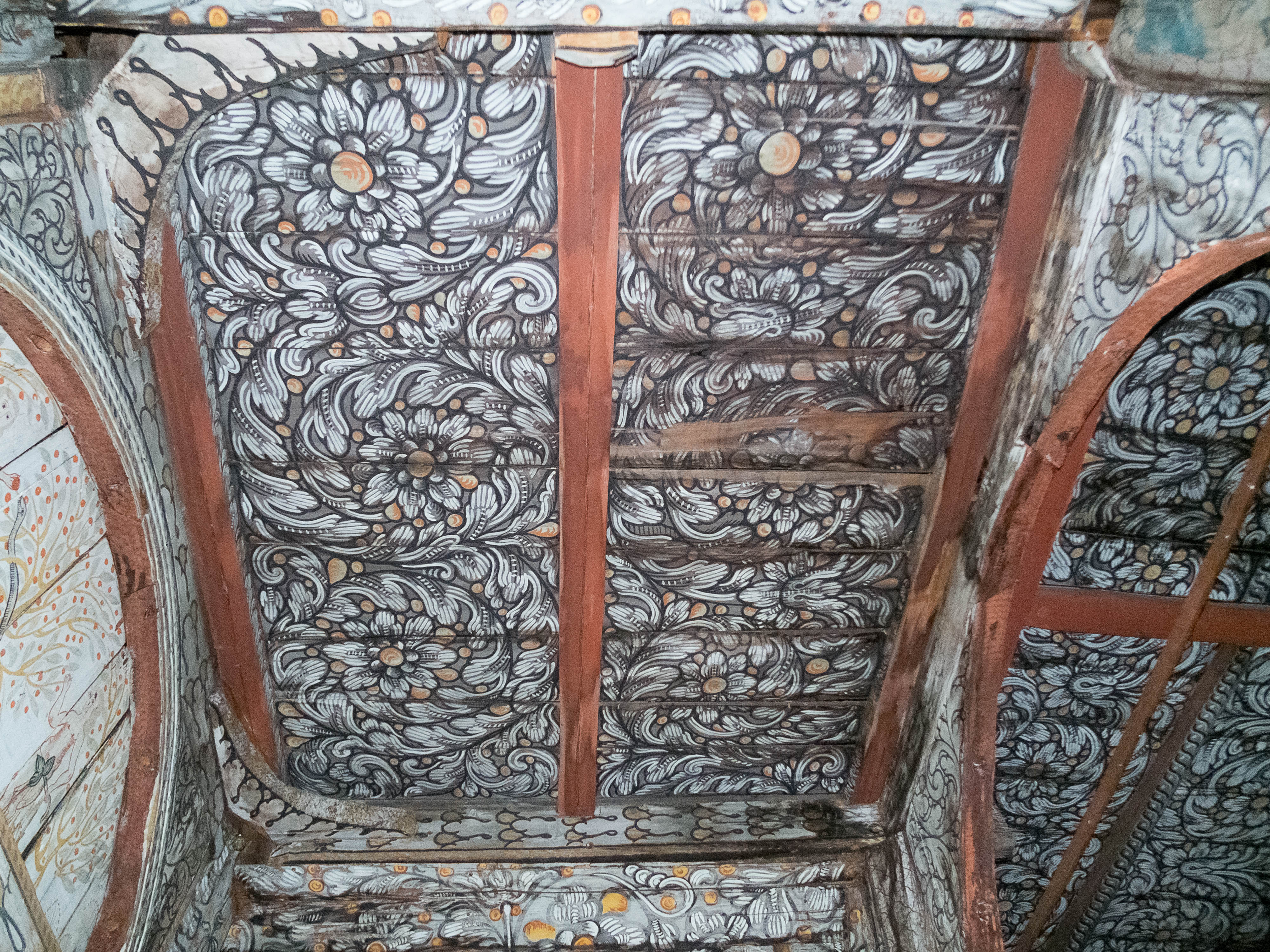
Розписна стеля нави
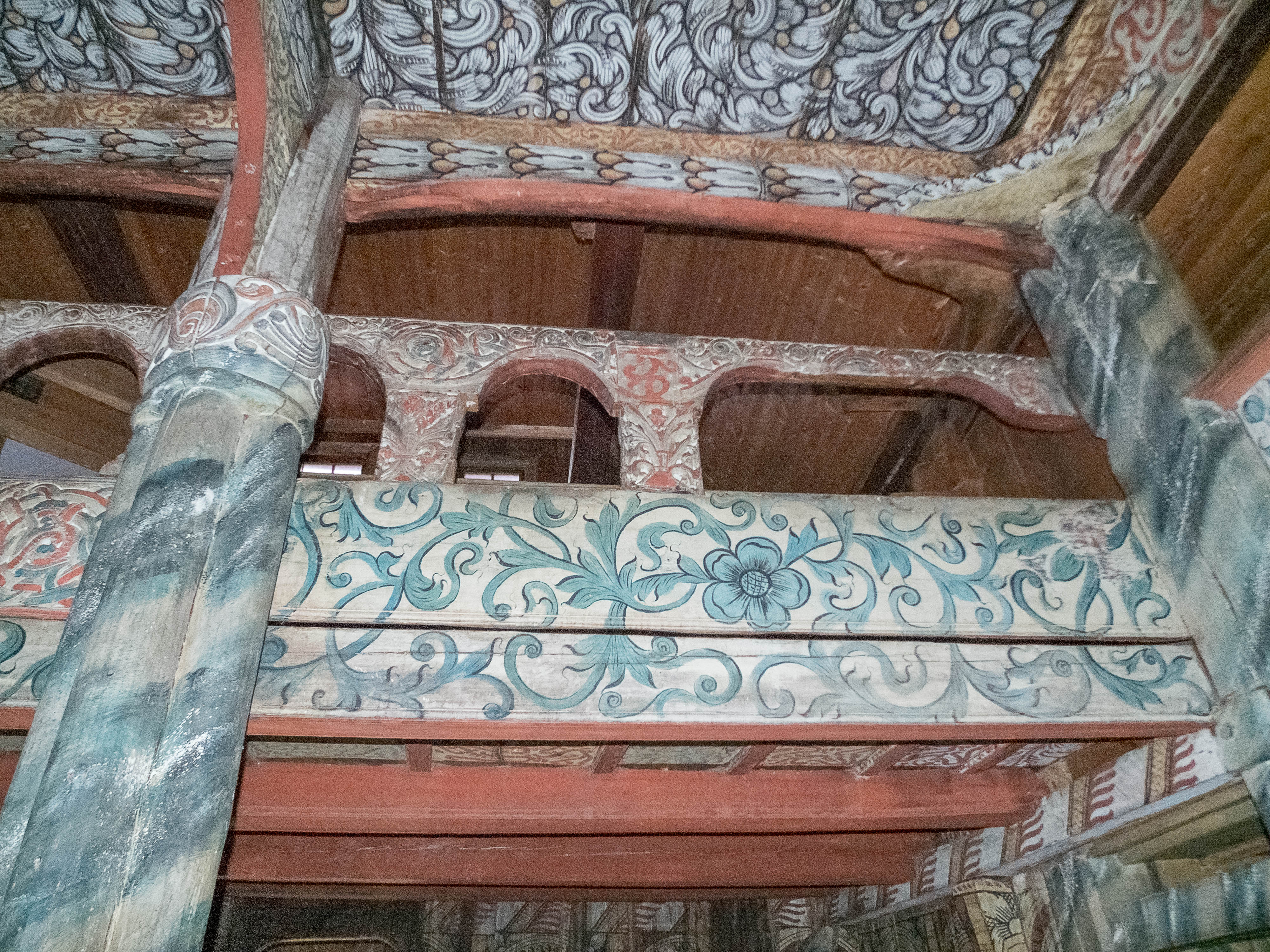
Верхня галерея